# Тодор Дуков
Тодор Георгиев Дуков е български революционер и опълченец.

## Биография
Тодор Дуков е роден около 1845 година в Неврокоп, тогава в Османската империя. Отдава се на революционна дейност и преследван от властите емигрира в 1876 година в Сърбия, а по-късно в Бесарабия, Румъния. При избухването на Руско-турската война в 1877 година постъпва в Българското опълчение и служи в 4-та рота на 3-та опълченска дружина. Сражава се в Битката при Стара Загора през юли и в Шипченската битка. Загива в битка в Стара планина преди 22 октомври 1877 година. Посмъртно е награден с Георгиевски кръст IV степен.